# Otto Friedrich von Bülow
 Der er flere personer med dette navn, se Otto Bülow.
Otto Friedrich von Bülow (22. november 1718 – efter 1780) var en tysk-dansk officer.
Han var en søn af Georg Ludwig von Bülow (af linjen Plüskow-Scharfsdorf) til Lützow i Mecklenburg og Metta Dorothea von Buchwald. Han blev opdraget på ridderakademiet i Lüneburg, inden han trådte ind i den sachsiske hær. Senere gik han i fransk krigstjeneste og var 1747 oberstløjtnant ved det franske regiment Løvendal. Efter at han var blevet oberst trådte han ind i den danske hær som generalmajor 1760 og blev chef for Bornholmske Regiment 1761. 1764 blev han chef for Kronprinsens Regiment, men tog allerede samme år sin afsked og forlod landet. Han rejste til Bingen ved Rhinen, hvor han døde ugift. Han nævnes som stadig levende i 1780.